# Sommer-Paralympics 2008/Teilnehmer (Fidschi)
| stlisierte Goldmedaille | stlisierte Silbermedaille | stlisierte Bronzemedaille |
| ----------------------- | ------------------------- | ------------------------- |
| —                       | —                         | —                         |

Der Inselstaat Fidschi nahm mit einem Athleten an den Sommer-Paralympics 2008 im chinesischen Peking teil. Der Leichtathlet Ranjesh Prakash, der in zwei Disziplinen antrat, wurde von seiner Trainerin Sainiana Tukana und dem Arzt Jagdish Maharaj begleitet. Ranjesh Prakash fungierte auch als Fahnenträger. Ein Medaillensieg Fidschis blieb jedoch aus.

## Teilnehmer nach Sportarten

### Leichtathletik
Männer
- Ranjesh Prakash